# Rue Babouchkine (Astrakhan)
Pour les articles homonymes, voir Babouchkine.

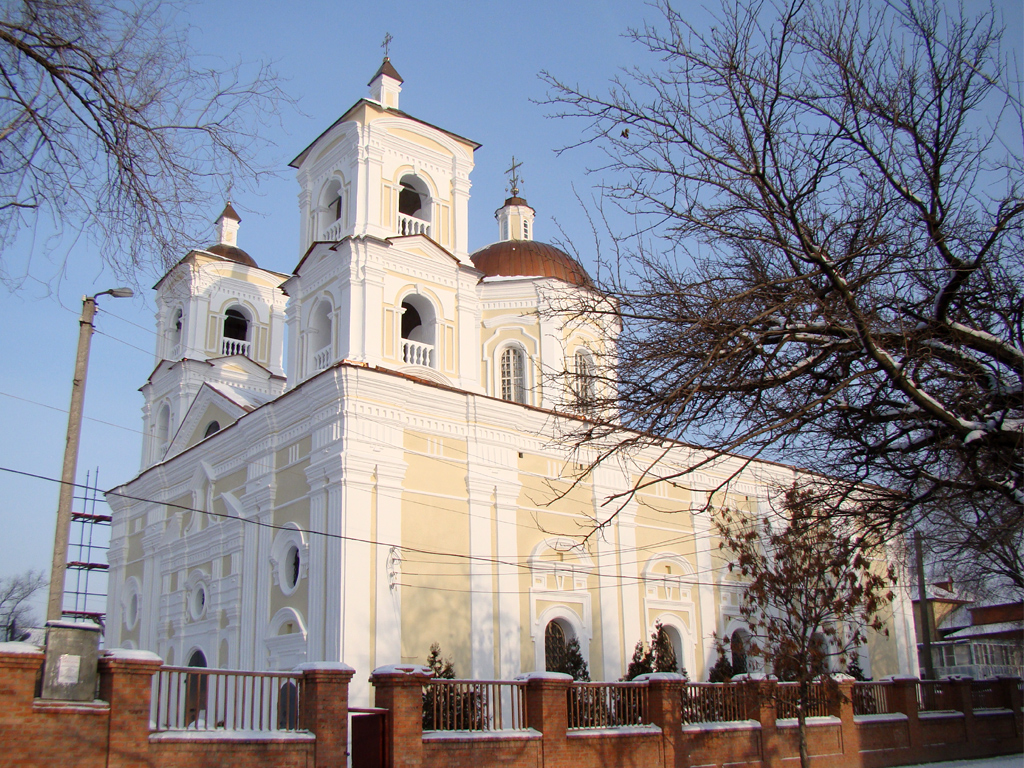
Église Notre-Dame-de-l'Assomption d'Astrakhan (1762-1778).

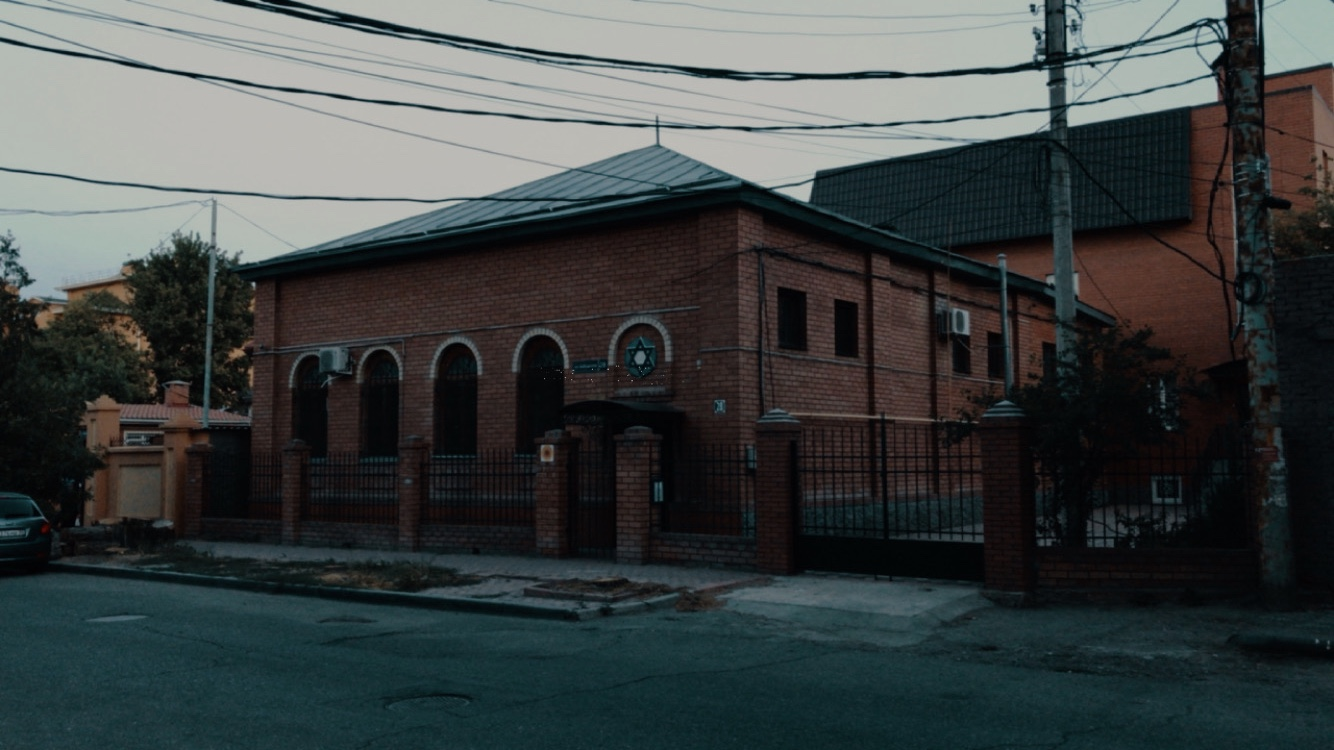
Synagogue au n° 28.

La rue Babouchkine (У́лица Ба́бушкина) est une rue de la ville d'Astrakhan en Russie. Elle se trouve dans la vieille partie de la ville, dans la Ville blanche et le quartier des Bolchie Issady (Grandes Grèves).

## Description
Cette rue de 1,8 km de longueur commence rue Moussa Djalil et se dirige du sud-est au nord-ouest parallèlement au canal Varvatsi et à la rue Lénine. Elle croise les rues Kirov, Metchnikov, Darwin et Kalinine, puis change de direction vers le sud-est du côté du Koutoum (bras de la Volga). Plus loin, elle croise la rue de la Victoire et le rue Sverdlov et se termine au quai Rouge.
La rue est construite d'édifices d'avant la révolution de 1917 dont certains sont au patrimoine protégé. C'est ici que se trouvent la seule église catholique de la ville, l'église Notre-Dame-de-l'Assomption d'Astrakhan, et une synagogue sépharade, la seule d'Astrakhan. 

## Histoire
Avant 1837, la rue s'appelait la rue du Bazar, puis est devenue la rue Catholique (à cause de l'église Notre-Dame-de-l'Assomption). Elle a pris son nom actuel en 1920 en l'honneur du révolutionnaire Ivan Babouchkine.

## Édifices protégés remarquables
- N° 11 —  Maison de la fin du XIXe siècle
- N° 15/18 — Corps de bâtiment
- N° 55/14/3 — Hôtel de ville de la fin du XIXe siècle
- N° 62 — Maison où vécut Sergueï Kirov
- N° 70 — Immeuble
- N° 73 — Immeuble de la fin du XIXe siècle
- N° 75 — Immeuble de la seconde moitié du XIXe siècle
- N° 81 — Église catholique d'Astrakhan (1762-1778)
- N° 98 — Maison de la fin du XIXe siècle

## Transport
Il n'y a pas de transports publics dans cette rue. Les arrêts les plus proches de minibus collectifs se trouvent dans les rues avoisinantes comme la rue Kirov.